# Maubeuge Construction Automobile
Koordinaten: 50° 16′ 20″ N, 3° 54′ 54″ O
Die Maubeuge Construction Automobile S.N.C., oftmals auch einfach mit MCA abgekürzt, ist ein im Industriegebiet Grévaux les Guides der beiden Gemeinden Maubeuge und Feignies in Frankreich (Département Nord, an der Grenze zu Belgien) ansässige Tochtergesellschaft Renaults. Das Unternehmen wurde am 29. April 1969 inmitten einer industriellen Krisenzeit gegründet und ist seit seiner Eröffnung ein Montagebetrieb. Am 1. Januar 1970 wurde der Grundstein des Werkes gelegt.
Die Anstrengungen für den Start des Projektes sind Maurice Schumann, dem damaligen Staatsminister im Kabinett von Charles de Gaulle und Pierre Forest, dem damaligen Bürgermeisters der Gemeinde Maubeuge, zu verdanken. In der Vereinbarung mit der chambre de commerce et d’industrie wurde unter anderem der Bau der Anlage beschlossen, welcher zukünftig 6.000 Arbeitnehmern einen Arbeitsplatz sichern sollte. Für den Bau der neuen Werksanlage wurde unter anderem das Hauptwerk der Société des Usines Chausson dem neuen Unternehmen zugeteilt.
Die Arbeit wurde dann schließlich im April 1971 unter der Leitung des grand patron genannten Ingenieurs Jacques Buchet aufgenommen. 1979 übernahm Renault die Aktienmehrheit des Unternehmens und damit die Leitung des Werkes.
Als erstes wurden hier die beiden Modelle  Renault 15 und 17 zusammengebaut. Letzterer trug als Exportbezeichnung für Italien den Namen 177. Im Spätjahr 1979 wurden dann beide durch den neueren Fuego ersetzt, der bis 1987 hergestellt wurde. Mit dem Express montiert das Werk seit 1985 auch ein Nutzfahrzeug. Das Modell wurde in Europa zu einem großen Erfolg bei Betrieben. Als Nachfolger des Express wird der Kangoo gebaut. Die erste Generation des Modells wurde in Europa und Afrika auch als Nissan Kubistar verkauft. Die zweiten Generation wird seit 2012 auch als Mercedes-Benz Citan gefertigt. (Badge-Engineering)
Das Werksgelände umfasst eine Fläche von 83,4 Hektar, wovon 24,6 Hektar bebaut sind. Etwa 2.800 Arbeitnehmer wurden 2011 in dem Werk noch beschäftigt. Die Tageskapazität liegt bei täglich 600 Fahrzeugen. Frischen Aufwind verspricht man sich vom Elektroauto Z.E. auf Basis des Kangoo; es wird seit Ende 2011 in Deutschland verkauft. 
2009/10 gab es im Rahmen der Finanz- und Bankenkrise auch eine Wirtschaftskrise in vielen Industrieländern. Als sie endete, wurde die Eurokrise sichtbar. 
2009 und 2010 sanken die Produktionszahlen; Betriebsvorstand Claude Bourgeois, der am 30. Oktober 2010 vorzeitig in den Ruhestand ging, äußerte große Besorgnis um die Zukunft des Werkes. In den letzten Jahren gab es des Öfteren Tage, an denen die Bänder stillstanden, weil keine Aufträge vorhanden waren oder weil es Lieferschwierigkeiten bei einem Motor (Typ K9K) gab. 2010 produzierte das Werk etwa 113.000 Fahrzeuge. 
Es gab Gerüchte, das Werk werde im Jahr 2012 die Produktion einstellen; die neu errichtete Renault Tanger Méditerranée solle auch den europäischen Markt beliefern. Der Kangoo soll weiterhin das Hauptprodukt des Werkes bleiben. 